# امامزاده الله‌آباد
امامزاده الله‌آباد مربوط به دوره قاجار است و در شهرستان بردسکن، بخش شهرآباد، روستای الله‌آباد واقع شده و این اثر در تاریخ ۲۷ بهمن ۱۳۸۲ با شمارهٔ ثبت ۱۰۹۰۷ به‌عنوان یکی از آثار ملی ایران به ثبت رسیده‌است.